# Säter (gemeente)
Säter is een Zweedse gemeente in Dalarna. De gemeente behoort tot de provincie Dalarnas län. Ze heeft een totale oppervlakte van 627,9 km² en telde 10.980 inwoners in 2004.

## Plaatsen
- Säter (stad)
- Naglarby en Enbacka
- Mora (Säter)
- Solvarbo
- Kyrkberget
- Skedvi kyrkby
- Arkhyttan
- Bispberg
- Kullsveden
- Fäggeby
- Bispbergshyttan, Kalarbo en Hällbo
- Uppbo en Nedernora
- Norbohyttan
- Bodarne, Uddsarvet en Åkre
- Backa (Säter)
- Skaraborg

Älvdalen · Avesta · Borlänge · Falun · Gagnef · Hedemora · Leksand · Ludvika · Malung-Sälen · Mora · Orsa · Rättvik · Säter · Smedjebacken · Vansbro